# Ивашево (Дмитровский городской округ)
Ивашево — деревня в Дмитровском районе Московской области, в составе городского поселения Дмитров. Население — 36 чел. (2010). До 2006 года Ивашево входило в состав Орудьевского сельского округа.
Деревня Ивашево упоминается в записях Исповедальных книг Орудьевского церковного округа в 1751 году. Деревни Теряево и Ивашево по переписи 1858 года относятся к Подлипеческой вотчины помещика Пономорёва.

## География
Деревня расположена в центральной части района, примерно в 1,5 км севернее Дмитрова, по правому берегу Яхромы, высота центра над уровнем моря 147 м. 
Ближайшие населённые пункты — Татищево на юге, Шелепино на востоке и Орудьево на северо-востоке. У западной окраины деревни находится остановочный пункт Савёловского направления Московской железной дороги Имени Барсученко.
В деревне имеется пруд, искусственно созданный с помощью перегораживания плотиной ручья, по котором вода стекает с находящихся на возвышенности полей. В пруду обитает карп, карась, бычок, плотва и верхоплавка. Ручей продолжает своё течение выходя из пруда через трубу проложенную в плотине. На протяжении 100 метров его русло проходит по неглубокому заросшему оврагу, который со всех сторон окружён домами, садами и огородами. Перед дорогой ведущей к остановочному пункту Имени Барсученко, он пересекает частный участок, где образует ещё один искусственно созданный пруд меньшего размера. После этого его воды проходят по трубе проложенной под дорогой и впадают в небольшое безымянное болото. 

## Население
| 2002 | 2006 | 2010 |
| ---- | ---- | ---- |
| 35   | →35  | ↗36  |